# Cholusat Sur
Cholusat Sur (conocido también como Canal 36) es un canal de televisión hondureño de noticias que emite por todo el país. El canal emite desde Tegucigalpa y tiene cuatro canales de televisión abierta- en Tegucigalpa, Choluteca, Danlí y Juticalpa. También tiene tres emisoras de radio- La Catracha (1060 AM), Cholusat Sur Radio (104.3 FM) y Estéreo Sur (91.3 FM).
El propietario de la cadena es el periodista hondureño Esdras Amado López.

## Historia
Canal 36 se fundó en enero de 2002, bajo el nombre de PuebloVisión y en 2006 acorta a su nombre Cholusat Sur.
El 28 de septiembre de 2009 el canal se cerró brevemente, junto con Radio Globo, bajo orden del gobierno del presidente Roberto Micheletti durante el golpe de Estado en Honduras de 2009, debido a su apoyo al presidente depuesto, Manuel Zelaya. En seguida volvió a abrir.